# Курово (Верхневолжское сельское поселение)
Курово — деревня в Калининском районе Тверской области. Входит в состав Верхневолжского сельского поселения.

## География
Деревня находится в юго-восточной части Тверской области на расстоянии приблизительно 18 км на юг-юго-запад от города Тверь.

## История
В 1859 году здесь (деревня Тверского уезда Тверской губернии) было учтено 10 дворов

## Население
Численность населения: 128 человек (1859 год), 4 (русские 100 %) в 2002 году, 0 в 2010.